# Internationale Tennismeisterschaften von Deutschland 1972
Die 66. Internationalen Tennismeisterschaften von Deutschland fanden vom 5. Juni bis zum 11. Juni 1972 auf dem Rothenbaum in Hamburg statt.
Das Turnier war (sowohl im Herren- als auch im Damenbereich) Teil des von der ILTF eingerichteten Grand Prix Circuits, wobei es im Gegensatz zum vergangenen Jahr keine parallel stattfindenden Grand-Prix-Turniere gab. Wegen Streitigkeiten zwischen der ILTF und der Profiorganisation World Championship Tennis durften keine der WCT angehörenden Berufsspieler teilnehmen. Bei den Damen nahmen die US-amerikanischen Profispielerinnen Wendy Overton, Linda Tuero und Valerie Ziegenfuss vom Virginia Slim Circuit teil.
Bei ihrer zwölften Teilnahme in Folge, bei denen sie sich kontinuierlich gesteigert hatte, gewann Helga Masthoff den Titel im Einzel gegen Linda Tuero. Auch im Doppel war sie zusammen mit Heide Orth erfolgreich. Heide Orth und Jürgen Faßbender konnten ihren Titel im Gemischten Doppel verteidigen, diesmal im Finale gegen Helga Masthoff und Hans-Jürgen Pohmann. Bei den Herren gewannen Manuel Orantes das Einzel sowie Jan Kodeš und Ilie Năstase das Doppel.

## Preisgeld
Für die Sieger waren in den Wettbewerben folgende Preisgelder ausgeschrieben: im Herreneinzel 6.250 $, im Dameneinzel 3.000 $, und in den Doppelwettbewerben pro Paarung bei den Herren 2.000 $, bei den Damen 1,400 $ und im Mixed 600 $.

## Ergebnisse

### Herreneinzel
|  | Finale |                 |   |   |   |  |  |
|  |        |                 |   |   |   |  |  |
|  |        | Manuel Orantes  | 6 | 9 | 6 |  |  |
|  |        | Adriano Panatta | 3 | 8 | 0 |  |  |

### Dameneinzel
|  | Finale |                |   |   |   |
|  |        |                |   |   |   |
|  |        | Helga Masthoff | 6 | 3 | 8 |
|  |        | Linda Tuero    | 3 | 6 | 6 |
|  |        |                |   |   |   |

### Herrendoppel
|  | Finale |                        |   |   |   |   |   |
|  |        |                        |   |   |   |   |   |
|  |        | Jan Kodeš Ilie Năstase | 4 | 6 | 3 | 6 | 6 |
|  |        | Bob Hewitt Ion Țiriac  | 6 | 0 | 6 | 2 | 2 |

### Damendoppel
|  | Finale |                                  |   |   |   |
|  |        |                                  |   |   |   |
|  |        | Helga Masthoff Heide Orth        | 6 | 2 | 6 |
|  |        | Wendy Overton Valerie Ziegenfuss | 3 | 6 | 0 |
|  |        |                                  |   |   |   |

### Mixed
|  | Finale |                                    |   |   |  |
|  |        |                                    |   |   |  |
|  |        | Heide Orth Jürgen Faßbender        | 6 | 6 |  |
|  |        | Helga Masthoff Hans-Jürgen Pohmann | 4 | 2 |  |
|  |        |                                    |   |   |  |